# Amortidor amb plataforma estable
Un  amortidor amb plataforma estable  és un tipus d'amortidor utilitzat en bicicletes dissenyat per evitar la interferència amb la pedalada. Té un llindar perquè no responguin o ho facin molt poc a les oscil·lacions de força lentes provocades pel pedaleig.